# Championnats d'Europe de plongeon 2011
Navigation
2009 2013
La 2e édition des Championnats d'Europe de plongeon se déroule du 8 au 13 mars 2011 à Turin en Italie. C'est la seconde fois que cette compétition est organisée indépendamment des Championnats d'Europe de natation afin de satisfaire une périodicité annuelle. Comme en 2009, Turin est le théâtre de ce rendez-vous coorganisé par la Ligue européenne de natation et la Fédération italienne de natation. Outre les dix épreuves organisées dans la Piscina Monumentale, une épreuve par équipes non comptabilisée pour le tableau des médailles est aussi disputée. Cette épreuve mixte — combinant des plongeons à 3 et 10 m réalisés l'un après l'autre — avait été testée une première fois en grand championnat lors de l'Euro 2010 tenu à Budapest.
La LEN a officialisé la tenue de cette compétition à Turin lors de la réunion de son Congrès annuel, les 28 et 29 mai 2010 à Limassol sur l'île de Chypre,. C'est dans l'optique des Giochi Littoriali de mai 1933, une célébration sportive de l'identité italienne, que fut édifiée l'enceinte de la Piscine Monumentale, entre octobre 1932 et avril 1933. Elle a entièrement été rénovée et inaugurée en 2006, avant d'accueillir la première édition des Championnats d'Europe de plongeon en 2009,.
À dix-sept mois des Jeux olympiques d'été de 2012, cette compétition est la première à décerner des quotas qualificatifs. Ceux-ci sont attribués aux pays vainqueurs des quatre épreuves individuelles prévues en 2012 à Londres :  le tremplin de 3 m et le haut vol à 10 m chez les hommes et les femmes.

## Délégations
| - Pays - Total (hommes + femmes) - Allemagne 10 (4 + 6) - Autriche 1 (0 + 1) - Biélorussie 5 (3 + 2) - Croatie 1 (0 + 1) - Espagne 2 (1 + 1) - Finlande 3 (1 + 2) - France 5 (2 + 3) | - Géorgie 3 (2 + 1) - Grèce 4 (2 + 2) - Hongrie 6 (2 + 4) - Italie 12 (7 + 5) - Lituanie 2 (2 + 0) - Norvège 3 (3 + 0) - Pays-Bas 3 (2 + 1) - Pologne 3 (1 + 2) | - Roumanie 3 (1 + 2) - Royaume-Uni 9 (4 + 5) - Russie 11 (4 + 7) - Serbie 1 (0 + 1) - Suède 6 (3 + 3) - Suisse 3 (3 + 0) - Ukraine 9 (5 + 4) |

## Podiums
En vertu des quotas olympiques attribués aux pays vainqueurs des épreuves individuelles à 3 et 10 m, la Suède, l'Italie et l'Allemagne (à double titre) obtiennent les quatre tickets mis en jeu. L'Italienne Tania Cagnotto, le Russe Ievgueni Kouznetsov et les Allemands Sascha Klein et Patrick Hausding se distinguent avec deux titres.

### Femmes
| Épreuves               | Or                                                 | Argent                                                | Bronze                                               |
| Épreuves individuelles | Épreuves individuelles                             | Épreuves individuelles                                | Épreuves individuelles                               |
| ---------------------- | -------------------------------------------------- | ----------------------------------------------------- | ---------------------------------------------------- |
| Tremplin de 1 m        | Tania Cagnotto Italie 312,05 pts                   | Nadezda Bazhina Russie 288,75 pts                     | Anna Lindberg Suède 287,80 pts                       |
| Tremplin de 3 m        | Anna Lindberg Suède 347,10 pts                     | Nadezda Bazhina Russie 325,55 pts                     | Tania Cagnotto Italie 324,25 pts                     |
| Haut vol à 10 m        | Noemi Batki Italie 346,35 pts                      | Yulia Koltunova Russie 327,30 pts                     | Maria Kurjo Allemagne 318,45 pts                     |
| Épreuves synchronisées |                                                    |                                                       |                                                      |
| Tremplin de 3 m        | Italie Tania Cagnotto Francesca Dallapé 320,40 pts | Russie Nadezda Bazhina Svetlana Philippova 317,13 pts | Allemagne Katja Dieckow Uschi Freitag 295,50 pts     |
| Haut vol à 10 m        | Russie Yulia Koltunova Daria Govor 322,26 pts      | Allemagne Nora Subschinski Christin Steuer 317,76 pts | Ukraine Iuliia Prokopchuk Alina Chaplenko 315,24 pts |

### Hommes
| Épreuves               | Or                                                  | Argent                                                     | Bronze                                          |
| Épreuves individuelles | Épreuves individuelles                              | Épreuves individuelles                                     | Épreuves individuelles                          |
| ---------------------- | --------------------------------------------------- | ---------------------------------------------------------- | ----------------------------------------------- |
| Tremplin de 1 m        | Ievgueni Kouznetsov Russie 427,05 pts               | Illya Kvasha Ukraine 419,65 pts                            | Matthieu Rosset France 412,15 pts               |
| Tremplin de 3 m        | Patrick Hausding Allemagne 499,40 pts               | Ilia Zakharov Russie 493,85 pts                            | Ievgueni Kouznetsov Russie 482,35 pts           |
| Haut vol à 10 m        | Sascha Klein Allemagne 515,05 pts                   | Patrick Hausding Allemagne 506,10 pts                      | Oleksandr Bondar Ukraine 493,95 pts             |
| Épreuves synchronisées |                                                     |                                                            |                                                 |
| Tremplin de 3 m        | Russie Ievgueni Kouznetsov Ilia Zakharov 454,68 pts | Allemagne Patrick Hausding Stephan Feck 441,45 pts         | France Matthieu Rosset Damien Cely 425,37 pts   |
| Haut vol à 10 m        | Allemagne Sascha Klein Patrick Hausding 467,15 pts  | Ukraine Oleksandr Bondar Oleksandr Gorshkovozov 458,34 pts | Russie Victor Minibaev Ilia Zakharov 441,15 pts |

### Par équipes
| Épreuves | Or                                              | Argent                                          | Bronze                                                   |
| -------- | ----------------------------------------------- | ----------------------------------------------- | -------------------------------------------------------- |
| Mixte    | Russie Yulia Koltunova Ilia Zakharov 411,00 pts | France Audrey Labeau Matthieu Rosset 408,60 pts | Ukraine Olena Fedorova Oleksandr Gorshkovozov 358,40 pts |

## Tableau des médailles
Comme en 2009, le tableau des médailles est dominé par la Russie qui remporte trois titres et le tiers des médailles distribuées Pour la première fois depuis 1999, la France fait son apparition dans le tableau d'honneur grâce à Matthieu Rosset, médaillé de bronze à 1 m, avant que ce dernier ne soit de nouveau récompensé par une troisième place à 3 m avec son compatriote Damien Cely.
| Rang  | Nation    | Or | Argent | Bronze | Total |
| ----- | --------- | -- | ------ | ------ | ----- |
| 1     | Russie    | 3  | 5      | 2      | 10    |
| 2     | Allemagne | 3  | 3      | 2      | 8     |
| 3     | Italie    | 3  | 0      | 1      | 4     |
| 4     | Suède     | 1  | 0      | 1      | 2     |
| 5     | Ukraine   | 0  | 2      | 2      | 4     |
| 6     | France    | 0  | 0      | 2      | 2     |
| Total | Total     | 10 | 10     | 10     | 30    |